# تكنيب أف أم سي
تكنيب أف أم سي هي شركة عالمية للنفط والغاز تقدم خدمات دورة حياة المشروع كاملة لصناعة الطاقة. تم تصنيفها في المرتبة 23 من بين أفضل 225 شركة تصميم دولية في العالم في عام 2017 من قبل إنجنيرنج نيوز -ريكورد .  تم تشكيل الشركة من خلال دمج أف أم سي للتكنولوجيا في الولايات المتحدة وتكنيب فرنسا  التي تم الإعلان عنها في عام 2016 وتم الانتهاء منها في عام 2017. تعمل في ثلاثة قطاعات متميزة: مشاريع تحت سطح البحر ، في الخارج / في البحر، ومشاريع سطحية. وتشمل هذه المشاريع في الخارج تنقيب عن النفط والغاز ومنصات استخراج، الحفارات، والنفط الخام مصفاة ، البتروكيماويات النباتات مثل الإثيلين ، الهيدروجين ، ومحطات الغاز الصناعي، النفتا ، البنزين الخ البلاستيك و المطاط والصناعة، و الأسمدة النباتية، والبرية، وكذلك عائمة للغاز الطبيعي المسال النباتات. يقع المقر الرئيسي للشركة في لندن، ولديها عمليات كبيرة في هيوستن وباريس، حيث يقع المقر الرئيسي لشركاتها السابقة. لديها حوالي 37000 موظف من 126 جنسية وتعمل في 48 دولة. أسهم مدرجة في بورصة نيويورك ويورونكست باريس، وهي مكون من إس و بي 500 وكاك 40 ومؤشر داو جونز للاستدامة. تمتلك الحكومة الفرنسية حصة 4 في المائة في الشركة. 

## روابط خارجية
- الموقع الرسمي